# Sceau des Îles Vierges des États-Unis
Le sceau des Îles Vierges des États-Unis est composé d'un champ d'azur frappé de la carte des îles, avec au centre un pivert reposant sur une branche de jonquilles symbolisant la faune et la flore. Le sceau possède une bordure d'or avec l'inscription Government of The United States Virgin Islands (Gouvernement des Îles Vierges américaines).